# 蛋白激酶B
Akt，亦被称为蛋白激酶B（PKB），是在如葡萄糖代谢、凋亡、细胞增殖转录及细胞迁移等多种细胞过程中起到重要作用的一种丝氨酸/苏氨酸特异性蛋白激酶。
蛋白激酶B也被称为Akt蛋白，是一种重要的激酶。它的生物学功能是促进许多类型的细胞的生长与生存。而这样一种功能通常是通过对底物信号蛋白的磷酸化，使底物信号蛋白失活从而实现的。
蛋白激酶B参与到一条重要的信号通路中，即PI-3-kinase-Akt信号通路。在这条信号通路中，胰岛素类生长因子(IGF)作为信号分子，与受体酪氨酸激酶结合，进而激活了磷酸肌醇3-激酶(PI 3-kinase)，实现了对磷酸肌醇的磷酸化。经过磷酸化的磷脂，作为蛋白激酶B的结合位点，将原本位于细胞质中的蛋白激酶B，定域到细胞膜内表面，并在此被激活。被激活的蛋白激酶B重新回到细胞质中，发挥自身作为激酶的催化作用，从而将信号向下游转导。
蛋白激酶B所参与的上述信号通路，对于细胞的生存以及细胞大小的调控具有重要意义。这样的生理功能是通过抑制细胞自噬，促进蛋白合成，抑制蛋白降解实现的。具体来讲，Bcl2蛋白抑制细胞自噬，可以提高细胞存活率。Bad蛋白与Bcl2蛋白结合，抑制其功能。蛋白激酶B可以解除Bad蛋白对于Bcl2蛋白的抑制作用，从总体上，抑制了细胞自噬，提高了细胞的生存率。与此同时，蛋白激酶B间接地激活了被称为Tor的蛋白激酶。这样一个下游的蛋白激酶可以增强蛋白合成，抑制蛋白降解，从而促进细胞的生长。
促进细胞生长与存活的生物学意义使得蛋白激酶B及其相关信号通路与癌症的产生以及抗癌药物的研发具有密切的联系。

## 家族成员
Akt1通过抑制凋亡过程从而参与细胞存活途径。Akt1亦能诱导蛋白合成通路，故其在导致骨骼肌肥大及的一般组织生长的细胞通路中是一种重要信号蛋白。因其可以阻断凋亡并继而促进细胞存活，现已表明Akt1在多种肿瘤中起到主要作用。Akt（先亦被称为Akt1）首先是在转化逆转录病毒AKT8中被鉴定为癌基因的。
Akt2在胰岛素信号通路中是一重要的信号分子。需要其来诱导葡萄糖转运。在敲除Akt1但具正常Akt2的小鼠中，血糖稳态不受干扰，但动物体型会较小，这与Akt1在生长中起得作用是一致的。相反，Akt2缺失但具有正常Akt1的小鼠生长略缺陷且表现出糖尿病表型（胰岛素抵抗），这从另一方面印证了Akt2对胰岛素受体信号通路更具特异性的这一设想。
Akt3似乎主要在脑中表达，但其作用仍未明晰。有报道显示Akt3缺失的小鼠脑部较小。

## 深入阅读
- Los M, Maddika S, Erb B, Schulze-Osthoff K. . BioEssays. May 2009, 31 (5): 492–5. PMC 2954189 . PMID 19319914. doi:10.1002/bies.200900005.
- Quaresma AJ, Sievert R, Nickerson JA. . Mol. Biol. Cell. 2013, April (8): 1208–21. PMC 3623641 . PMID 23427269. doi:10.1091/mbc.E12-06-0450.